# William Price (1789-1867)
Pour les autres membres de la famille, voir Famille Price.
Pour les articles homonymes, voir William Price et Price.
William Price (17 septembre 1789 à Hornsey (Angleterre) - 14 mars 1867) est un  entrepreneur et un homme politique anglais actif au Canada.

## Biographie
William Price arrive au Canada en 1810 pour la marine britannique. Il agit comme agent-acheteur de bois de construction. Il entreprend l’exploitation du bois à son compte et crée en 1816 sa compagnie, la William Price and Company.
En juillet 1842, il achète les propriétés de la Société des Vingt et un au Saguenay, et s’associe avec Peter McLeod en novembre 1842, pour exploiter les scieries de Chicoutimi. En 1852, après la mort de Peter McLeod, il porte le titre de roi du bois et conserve au Saguenay le monopole dans ce domaine.
Price fonde la William Price and Sons avec trois de ses fils : William Evan Price, Evan John Price et David Edward Price. Ceux-ci lui succèdent à sa mort en créant la Price Brothers and Company.
William Price meurt le 14 mars 1867 à l’âge de 78 ans.

## Hommages
Parmi les toponymes lui faisant hommage  :
- Rue William-Price (Laval et Rimouski)
- Piste cyclable William-Price (Matane)
- L'avenue du Ravin, portait le toponyme d'avenue Price dans l'ancienne ville de Sainte-Foy,  en son honneur, entre 1941 et 1972.